# 이치무라 아쓰시
이치무라 아쓰시(일본어: 市村 篤司, 1984년 11월 18일 ~ )는 일본의 전 축구 선수이다.

## 구단 경력
그는 2003년부터 2019년까지 J리그의 콘사돌레 삿포로, 로아소 구마모토, 요코하마 FC, 카마타마레 사누키에서 활동하였다.